# 하이투자증권빌딩
하이투자증권빌딩(영어: HI INVESTMENT & SECURITIES BUILDING)은 대한민국 서울특별시 영등포구 여의도동에 존재했던 마천루였다.